# Hernani (Spanje)
Hernani is een gemeente in de Spaanse provincie Gipuzkoa in de regio Baskenland met een oppervlakte van 40 km². Hernani telt 19.712 inwoners (1 januari 2016). Het is een voorstad van San Sebastian, gelegen aan de rivier Urumea. 

## Demografische ontwikkeling
Bron: INE; 1857-2011: volkstellingen
Opm.: in 1986 werd Lasarte afgestaan aan de nieuwe gemeente Lasarte-Oria